# Yves Cochet
Yves Cochet (15 de febrer de 1946) és un polític francès, membre d'Europe Écologie–The Greens. Va ser ministre al govern de Lionel Jospin. El 6 de desembre de 2011 va ser elegit diputat al Parlament Europeu (MEP).
Va estudiar matemàtiques i va esdevenir investigador- conferenciant a l'Institut National des Sciences Appliquées de Rennes el 1969. El juny de 1971, en equip amb Maurice Nivat, va obtenir un doctorat per la seva recerca sobre « Sur l’algébricité des classes de certaines congruences définies sur le monoïde libre »